# Dochování dřeva
Dřevo se může dochovat v několika formách – vyschlé dřevo, zuhelnatělé nebo nasáklé vodu. Nejčastěji nalézáme dřevo v zuhelnatělém stavu, např. z pecí. Tato forma zkoumání spočívá v tom, že dřevo nejdříve vysušíme, a poté můžeme použít k dalšímu zkoumání. K této formě zkoumání stačí tenký plátek dřeva okolo 1 mm, díky čemuž se nám velká část nálezu zachová nedotčena. Formou zuhelnatělého dřeva můžeme zjistit jeho rod a druh. S tím jsou úzce spojeny podmínky dochování dřeva – podmáčené prostředí, přepálení, vysušení.
Zmínky o formě nasáklé vodou máme u slovanských sídlišť, kdy bylo dřevo používáno ke konstrukci studní. Dochovaly se také studny, kde byly jejich stěny obloženy dřevěnými kůly či deskami. Dochování dřeva můžeme využít při radiokarbonové metodě.
Informace, které byly vytěženy za pomoci dochování dřeva jsou pro archeology velice vzácné. Mohou se z nich dozvědět, z jakého druhu dřeva bylo vyrobeno palivové dříví, nářadí nebo nábytek. Díky dochovanému dřevu také získáváme informace o stáří původního objektu, nebo o tom, jaký materiál pravěcí lidé používali a vděčíme mu, za spoustu stavebních rekonstrukcí.
Dochování dřeva souvisí i s jinými obory. Typickým příkladem je antrakologie, která se zabývá analýzou rostlinných makrozbytků dřev, která se aplikuje na nespálené i spálené fragmenty. S ní úzce souvisí archeobotanika, která se zabývá vyhledáváním, separací a vyhodnocením rostlinných makrozbytků z různých nálezových prostředí především archeologických nalezišť. Dalším oborem je dendrologie, což je nauka o dřevinách, tj. o stromech, keřích a polokeřích.
Nejvíce dochovaných artefaktů bylo nalezeno v oblasti jezera Ozette. Dále je známo naleziště Dalladies ve Skotsku, kde byly nalezeny dřevěné uhlíky, které byly použity při stavbě mohyly. Známá je také lokalita v Anglii (Somerset Levels), kde byly nalezeny odřezky stromů pod vodou.